# Pouce Coupe
Pouce Coupe es un pueblo canadiense situado en la provincia de Columbia Británica.

## Superficie
Pouce Coupe tiene una superficie de 2,06 km².

## Demografía
En 2021, tenía 762 habitantes, una densidad poblacional de 370,3 hab./km², y 345 viviendas.